# Oteo (Álava)
Oteo es un concejo del municipio de Campezo, en la provincia de Álava, España. 

## Despoblado
Forma parte del concejo el despoblado de:
- Colantes.[1]

## Historia
Hacia mediados del siglo XIX, el lugar, por entonces con ayuntamiento propio, tenía contabilizada una población de 170 habitantes. Aparece descrito en el duodécimo volumen del Diccionario geográfico-estadístico-histórico de España y sus posesiones de Ultramar de Pascual Madoz de la siguiente manera:

OTEO: v. con ayunt. en la prov. de Alava (á Vitoria 8 leg.), part. jud. de Laguardia (8), aud. terr. de Búrgos (30), c. g. de las Provincias Vascongadas, dióc. de Calahorra (12): sit. en pais quebrado, con clima saludable; la combaten todos los vientos, especialmente el N., y se padecen algunas pulmonías. Tiene 34 casas inclusa la municipal; cárcel; escuela de primera educacion para ambos sexos, dotada con 20 fan. de trigo; igl. parr. dedicada á San Mamés, servida por 3 beneficiados; 2 ermitas con las advocacinoes de San Juan y San Cristóbal; y una fuente de aguas comunes para el surtido de los vec. El térm. confina N. San Vicente, E. Antoñana; S. Campezo, y O. Orbiso, y comprende en su jurisd. un monte poblado de robles. El terreno es de mediana calidad; le atraviesan 2 arroyos, uno que nace en la misma jurisd., y otro que desciende de los montes de Savando. caminos: locales y en mal estado: el correo se recibe de Logroño por balijero los sábados, y se despacha los viernes. prod.: toda especie de cereales, manzanas y maiz; cria de ganado vacuno, lanar y cabrio; caza de palomas. ind.: un molino harinero. pobl.: 35 vec., 170 alm. riqueza y contr.: (V. Alava, intendencia). Esta pobl. fue ald. de Antoñana hasta el siglo XVIII, en que despues de un largo litigio, se separó y vino á constituir por si v. independiente de aquella jurisd. En los fueros de Santa Cruz de Campezo y de Antoñana, se habla de ella con los nombres de Masteyo y Oteyo, señalándola por térm. de la estension del terr. de aquella.
(Madoz, 1849, p. 408)

Fue el lugar en el que fueron apresados los integrantes del levantamiento alavés de 1870. En este lugar fue reducido, entre otros, el militar carlista Francisco Sáenz de Ugarte. Este, en contacto con Eguileta y Sodupe, organizó dicho levantamiento, para el que llegaron a disponer de doscientos fusiles y doscientas escopetas. Tras el fracaso se acogió al conocido como Indulto de Oteo.
Hasta 1965 fue un municipio independiente. En la actualidad, pertenece al municipio de Campezo. En 2022, tenía empadronados veinticinco habitantes.

## Demografía
| Gráfica de evolución demográfica de Oteo entre 1842 y 1960 |
| |
| Población de derecho según los censos de población del INE Población de hecho según los censos de población del INEEntre el censo de 1970 y el anterior, este municipio desaparece porque se agrupa en el municipio 01017 (Campezo) |

| Gráfica de evolución demográfica de Oteo entre 2000 y 2017  |
|                                                             |
| Población de derecho según los censos de población del INE. |

## Cultura

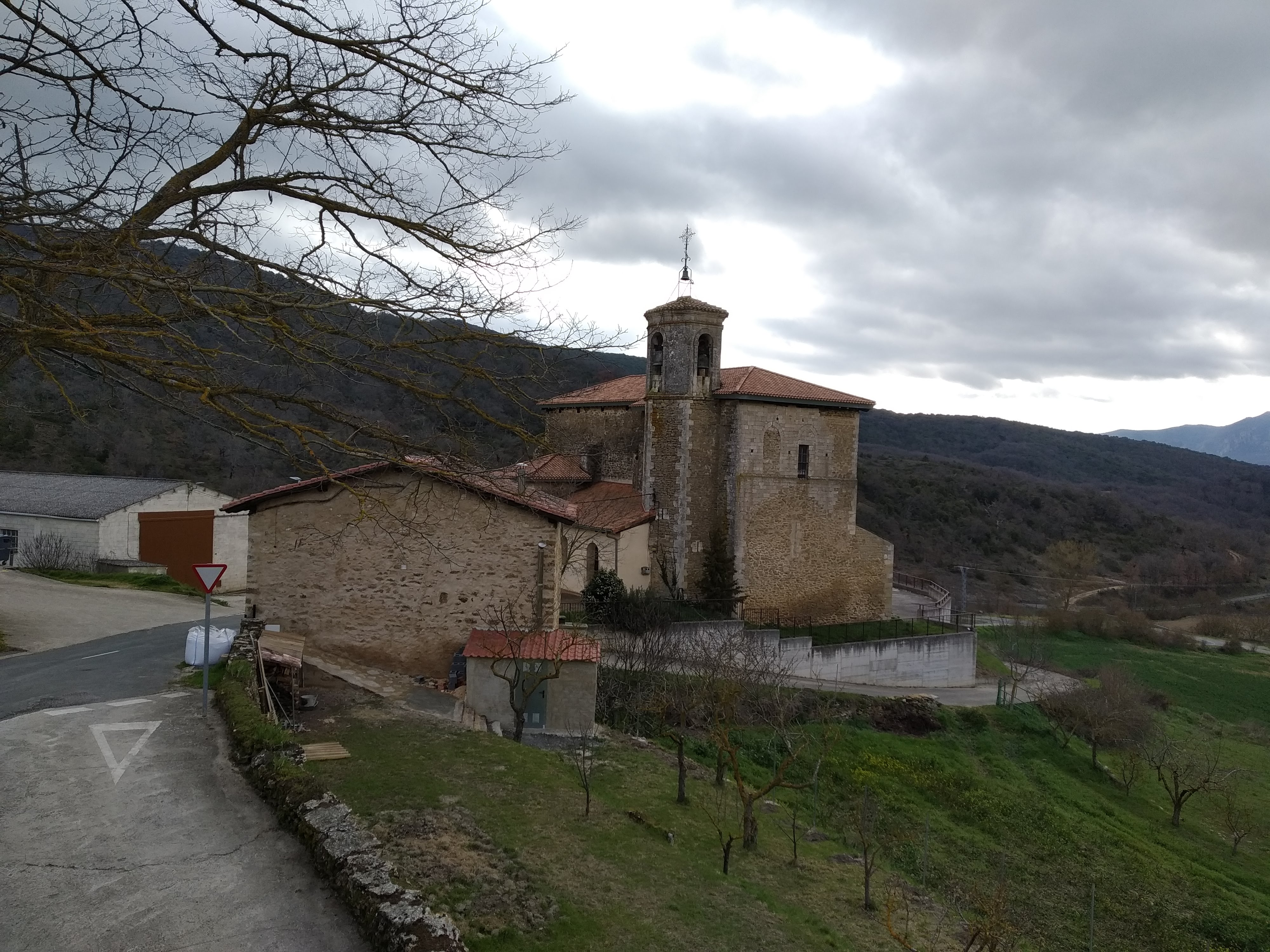
Vista de la iglesia de San Mamés

- Iglesia de San Mamés (Oteo).[2]De planta de salón, cuenta con tres tramos de bóvedas estrelladas decoradas con pinturas del siglo XVI. Conserva restos medievales en el lado sur, como una espadaña con dos arcos apuntados y una portada ojival cegada del siglo XV. Las capillas laterales, añadidas posteriormente, tienen bóvedas de arista y configuran una planta de cruz latina.[8]